# Adelpha zea
Espèce
Adelpha zea  est une espèce de papillons de la famille des Nymphalidae, sous famille des Limenitidinae et du genre Adelpha.

## Dénomination
Adelpha zea a été décrit par William Chapman Hewitson en 1850 sous le nom Heterochroa zea

## Écologie et distribution
Adelpha zea est présent au Mexique, en Amérique Centrale, au Brésil et au Paraguay. 

### Protection
Pas de statut de protection particulier.